# Parlament Finske
Parlament Finske (finsko Suomen eduskunta; švedsko Finlands riksdag) je enodomni in zakonodajni organ Finske, ustanovljen 9. maja 1906. V skladu s finsko ustavo suverenost pripada ljudstvu, to oblast pa nosi parlament. Parlament sestavlja 200 članov, od katerih jih je 199 izvoljenih vsaka štiri leta iz 13 veččlanskih okrožij, ki izvolijo od 7 do 36 članov po proporcionalni D'Hondtovi metodi. Poleg tega je en član iz Ålandov.
Zakonodajo lahko sproži vlada ali eden od poslancev. Državni zbor sprejema zakonodajo, odloča o državnem proračunu, potrjuje mednarodne pogodbe in nadzoruje delovanje vlade. Lahko povzroči odstop finske vlade, preglasi predsedniški veto in spremeni ustavo. Za spremembo ustave morata amandmaje potrditi dva zaporedna sklica z vmesnim volilnim ciklusom ali jo sprejeti kot izredni zakon z večino 167/200. Večina poslancev deluje v poslanskih skupinah. Od ustanovitve parlamenta leta 1905 je parlamentarno večino le enkrat imela ena sama stranka: Socialni demokrati na volitvah leta 1916. Za pridobitev večine v parlamentu so torej potrebne koalicijske vlade. Te praviloma tvorita vsaj dve od treh zgodovinsko velikih strank: Socialni demokrati, Sredinska stranka in Nacionalna koalicija. Ministri so pogosto, vendar ne nujno, poslanci. Parlament se nahaja v središču Helsinkov.
Zadnje državnozborske volitve so bile 14. aprila 2019.